# Paljasmäki
Paljasmäki är en kulle i Finland. Den ligger i Masko och landskapet Egentliga Finland, i den sydvästra delen av landet, 160 km väster om huvudstaden Helsingfors. Toppen på Paljasmäki är 40 meter över havet.
Terrängen runt Paljasmäki är platt. Runt Paljasmäki är det ganska tätbefolkat, med 67 invånare per kvadratkilometer. Närmaste större samhälle är Åbo, 15,1 km söder om Paljasmäki. I omgivningarna runt Paljasmäki växer i huvudsak barrskog.